# Маркова, Елена Владимировна
Елена Владимировна Маркова (урождённая Иванова; 24 апреля 1923, Киев — 10 мая 2023, Москва) — советский и российский учёный-кибернетик, доктор технических наук (1971), мемуаристка.

## Биография
Родилась 24 апреля 1923 года в Киеве в семье учителей. В 1927 году семья была выслана в посёлок Гришино (позднее Красноармейское, ныне Покровск). Отец был расстрелян в 1937 году.
В 1941 году Красноармейское было занято немецкими войсками; 18-летняя Елена, согласно её позднейшим воспоминаниям, сумела спасти несколько десятков раненых красноармейцев, устроившись работать на биржу труда и получив для них необходимые документы. После освобождения города советскими войсками была арестована и в 1944 году приговорена к пятнадцати годам каторжных работ согласно статье 2 Указа Президиума Верховного Совета СССР № 39 от 19 апреля 1943 года. Отбывала срок в Воркутлаге, с 1950 года в Речлаге. В 1951 году военная коллегия Верховного суда снизила срок наказания до 10 лет. В ноябре 1953 года освобождена по отбытии срока наказания (с зачётом рабочих дней). В 1953—1960 годах жила в Воркуте, вышла замуж за солагерника, окончила Всесоюзный заочный политехнический институт.
В 1960 году полностью реабилитирована, с этого времени жила в Москве. В 1961—1981 годах работала в Научном совете по кибернетике АН СССР вместе с А. И. Бергом и В. В. Налимовым, о которых оставила воспоминания. Кандидат технических наук (1965), доктор технических наук (1971, диссертация «Теория и применение комбинаторных планов в задачах идентификации и оптимизации»). В 1982—1992 годах научный сотрудник НИИ автоматизации в непромышленной сфере, затем главный специалист Российского центра сертификации Госстандарта.
Скончалась 10 мая 2023 года в Москве на 101-м году жизни. Похоронена на Домодедовском кладбище.

## Научные труды
Опубликовала 15 монографий, в том числе «Планирование эксперимента в условиях неоднородностей» (1973, совместно с А. Н. Лисенковым), «Комбинаторные планы в задачах многофакторного эксперимента» (1979, совместно с А. Н. Лисенковым), «Рандомизация и статистический вывод» (1986, совместно с А. А. Маслаком). Автор ряда мемуарных сочинений о лагерной действительности.